# Бабаева, Зинаида Даниловна
Зинаида Даниловна Бабаева (урожд. Коробейникова; род. 24 октября 1936, Курган, Челябинская область) — советский и российский учёный, кандидат экономических наук (1970), профессор (1993). Заслуженный работник высшей школы Российской Федерации (2009).

## Биография
Зинаида Даниловна Коробейникова родилась 24 октября 1936 года в городе Кургане Курганского района Челябинской области, ныне город — административный центр Курганской области.
В 1954 году окончила Шадринский финансовый техникум.
В 1954—1955 годах Бабаева работала налоговым инспектором Лебяжьевского райфинотдела Курганской области.
В 1955—1956 годах — старший инспектор налогового отдела Центрального района города Кургана.
В 1956—1957 годах — бухгалтер налогового отдела курганского городского финотдела.
в 1959 году окончила Московский финансовый институт (ныне Финансовый университет при Правительстве Российской Федерации), в 1965 году — аспирантуру этого же института.
В 1959—1961 годах работала старшим бухгалтером-ревизором треста «Алтайзолото» в городе Семипалатинске Казахской ССР.
В 1961—1962 годах — экономистом конструкторского-технологического бюро Облместпрома в Кургане.
С 1965 года по настоящее время Зинаида Даниловна работает в Финансовом университете при Правительстве Российской Федерации (ранее назывался Московский финансовый институт), где прошла путь до профессора и декана:
- в 1965—1971 годах — ассистент кафедры бухгалтерского учёта;
- в 1971—1976 годах — старший преподаватель кафедры бухгалтерского учёта;
- в 1976—1991 годах — доцент кафедры бухгалтерского учёта;
- в 1991—2013 годах — профессор кафедры бухгалтерского учёта;
- в 1984—2013 годах — декан факультета учёта и аудита;
- с 2013 года — советник при ректорате Финансового университета[2].

В 1970 году защитила диссертацию «Организация учёта в отраслевых производственных объединениях», кандидат экономических наук.

## Научная деятельность
Ученые степени и звания: доцент (1978), профессор (1993); член-корреспондент Международной академии информатизации по отделению «Информационные технологии учёта, экономического анализа и аудита» (1995).
З. Д. Бабаевой подготовлено 8 кандидатов экономических наук по специальности «Бухгалтерский учёт и статистика». Ею опубликовано свыше 200 работ научного, учебного и учебно-методического характера; она является автором ряда статей по совершенствованию методики подготовки специалистов по учёту и аудиту. Разработанные Бабаевой программы подготовки экономистов по специальности «Бухгалтерский учёт, анализ и аудит» — Гильдией экспертов в сфере профессионального образования, Национальным центром общественно-профессиональной аккредитации и журналом «Аккредитация в образовании» признаны как «Лучшие образовательные программы инновационной России» (2010 год).
Наряду с научно-преподавательской, занимается и общественной деятельностью является членом редакционного совета научно-практического и теоретического журнала «Международный бухгалтерский учет».

## Заслуги
- Почетное звание «Заслуженный работник высшей школы Российской Федерации», присвоено Указом Президента Российской Федерации от 28 февраля 2009 года[3].
- Орден Дружбы, 16 августа 1996 года[4]
- Медаль «В память 850-летия Москвы», 1997 год
- Медаль «Ветеран труда», 1987 год
- Памятная медаль «Патриот России», 2012 год
- Медаль «За заслуги перед Финансовым университетом», 2014 год
- Нагрудный знак Минвуза СССР «За отличные успехи в работе», 1989 год
- Нагрудный знак «Почётный работник высшего профессионального образования Российской Федерации», 2001 год
- Премия «За преемственность поколений» и статуэтки грифона, который является символом Финансового университета, 2016 год[5]